# Scorpeniforme
Scorpeniformele (Scorpaeniformes) este un ordin de pești osoși acantopterigieni, care include 1477 specii, grupate în 279 genuri și 26 familii. Marea majoritate a reprezentanților acestui ordin sunt pești marini, cel mai mulți răspândiți în zonele tropicale, unde trăiesc mai ales pe fundul mării în apropierea coastelor. Circa 60 specii de cotoide trăiesc în ape dulci. Scorpeniformele se cunosc începând cu terțiarul superior și cele actuale pot fi repartizate în 7 subordine: Cottoidei, Scorpaenoidei, Platycephaloidei, Anoplopomatoidei, Hexagrammoidei, Normanichthyiodei și Dactylopteroidei. Acest ordin cuprinde pești cu înfățișări foarte variate, dar care se aseamănă printr-un caracter anatomic comun și anume : al treilea os suborbital are o prelungire posterioară mai scurtă sau mai lungă, care trecând oblic de-a curmezișul obrazului ajunge în cele din urmă la preopercular pe care se fixează. Capul lor este nai mult sau mai puțin lat și la multe specii oasele capului și chiar solzii de pe corp au spini sau plăci osoase. Înotătoarele dorsale sunt prevăzute în general cu spini bine dezvoltați. Înotătoarele pectorale sunt de obicei rotunjite, membranele între radiile inferioare sunt adesea incizate. La unele specii din înotătoarele pectorale se desprind primele raze, care servesc fie ca tentacule, fie pentru mișcarea pe fundul apelor. Înotătoarea caudală este rotunjită, uneori trunchiată sau bifurcată. În clasificările mai vechi scorpeniformele erau incluse în ordinul Perciformes ca subordin Cottoidei (= Cataphracti, Scleroparei, Pareioplitae, Loricati). 